# Liste der Monuments historiques in Franois
Die Liste der Monuments historiques in Franois führt die Monuments historiques in der französischen Gemeinde Franois auf.

## Liste der Immobilien
| Bezeichnung        | Beschreibung                                                             | Standort                | Kennzeichnung | Schutzstatus | Datum | Bild           |
| ------------------ | ------------------------------------------------------------------------ | ----------------------- | ------------- | ------------ | ----- | -------------- |
| Château de Franois | Herrenhaus, 17. und 18. Jahrhundert; mit Taubenturm und Einfassungsmauer | 1 ru de l’Église (Lage) | PA25000031    | Inscrit      | 2002  | weitere Bilder |

## Liste der Objekte
| Bezeichnung              | Beschreibung                          | Standort                                    | Kennzeichnung | Schutzstatus | Datum | Bild |
| ------------------------ | ------------------------------------- | ------------------------------------------- | ------------- | ------------ | ----- | ---- |
| Skulptur Maria Magdalena | Holz, farbig gefasst, 18. Jahrhundert | in der Kirche Nativité-de-Notre-Dame (Lage) | PM25000732    | Classé       | 1979  |      |
| Kirchenbänke             | Holz, 19. Jahrhundert                 | in der Kirche Nativité-de-Notre-Dame (Lage) | PM25002126    | Inscrit      | 1979  |      |